# Sarah Mapps Douglass
Pour les articles homonymes, voir Mapps et Douglass.
Sarah Mapps Douglass (9 septembre 1806 - 8 septembre 1882) est une enseignante, abolitionniste, écrivaine et conférencière américaine. Les images peintes sur ses lettres manuscrites constituent l'un des plus anciens exemples de peintures signées par une femme afro-américaine. Ces peintures sont contenues dans l'album Cassey Dickerson qui est une collection rare de correspondances du XIXe siècle entre un groupe de femmes.

## Jeunesse et famille
Sarah Douglass est née à Philadelphie, en Pennsylvanie, dans une famille abolitionniste éminente. Elle est la fille unique des abolitionnistes Robert Douglass, boulanger, et de Grace Busstill Douglass, modiste et enseignante. Son grand-père, Cyrus Busstill, était l'un des premiers membres de la Free African Society, une des premières organisations caritatives afro-américaines.
Elle est la sœur de l'artiste Robert Douglass Jr. Son cousin était l'artiste David Busstill Bowser.

## Éducation et carrière
Au début des années 1820, elle va à l'université, puis enseigne brièvement à New York. En 1825, Douglass commence à enseigner à Philadelphie dans l'école créée par sa mère avec James Forten, le riche abolitionniste afro-américain, dans laquelle elle avait elle-même été élève,. À partir de 1833, elle enseigne brièvement à la Free African School for Girls, avant de fonder sa propre école pour filles afro-américaines. Elle se distingue rapidement dans l'enseignement des sciences et des arts, et par son haut niveau d'exigence envers ses élèves. En 1838, la Philadelphia Female Anti-Slavery Society reprend l'école mais garde Douglass comme directrice. Enseignante engagée, elle souhaite donner aux filles l'occasion de se former dans les matières qui étaient jusque-là principalement réservées aux garçons, notamment les mathématiques et les sciences. Elle-même s'intéresse à la science et garde dans sa classe une collection de divers coquillages et minéraux que ses élèves peuvent étudier.
Douglass entame ses activités militantes en 1831, lorsqu'à vingt-cinq ans, elle organise une collecte d'argent à envoyer à William Lloyd Garrison pour soutenir le journal abolitionniste The Liberator, auquel elle a également contribué,.

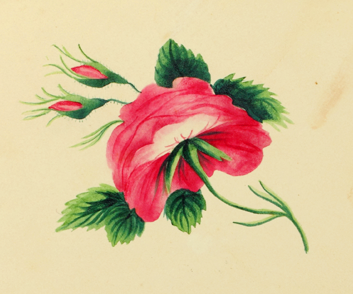
Une fleur par Sarah Mapps Douglass, c.1833

En 1831, Douglass contribue également à fonder la Female Literary Association (FLA) - l'Association Littéraire Féminine -, un groupe de femmes afro-américaines souhaitant approfondir leurs connaissances et renforcer leur identification avec leurs sœurs esclaves,. Des cercles littéraires afro-américains comme celui-ci commencent à se former dans les villes du Nord à la fin des années 1820 et au début des années 1830. Ces groupes se  tournent vers la lecture afin d'acquérir des connaissances et vers l'écriture comme moyen d'affirmer son identité, de consigner des faits et des idées, et de communiquer avec un public noir hétérogène comprenant à la fois des personnes instruites et des analphabètes.
Les membres de l'Association Littéraire Féminine se réunissent tous les mardis. Selon William Lloyd Garrison, l'un des soutiens de l'association, presque tous les membres produisent chaque semaine des écrits originaux qui sont placés anonymement dans une boîte et sont ensuite lus et critiqués. Douglass elle-même écrit régulièrement de la prose et de la poésie, dont une grande partie est publiée dans The Liberator, The Colored American et l' Anglo-African Magazine sous le pseudonyme de Zillah et peut-être aussi de "Sophonisba".

Dans un discours à l'Association en 1832, Douglass explique comment son militantisme avec la Female Literary Association est né :
Il y a à peine un an, mes sentiments au sujet de l'esclavage étaient si différents! Il est vrai que la plainte du captif me parvenait parfois à l'oreille au milieu de mon bonheur, et faisait saigner mon cœur pour les torts subis ; mais hélas! l'impression était aussi fugace que les premiers nuages et la rosée du matin. J'avais formé mon propre petit monde et ne souhaitais pas en sortir. Mais la situation a changé lorsque j'ai vu l'oppresseur tapi à la frontière de ma paisible maison ! J'ai vu sa main de fer s'étendre pour me saisir comme sa proie, et la cause de l'esclave est devenue la mienne. Dans un effort suprème, j'ai chassé la léthargie qui m'avait couverte tel un manteau pendant des années ; et ai décidé, avec l'aide du Tout-Puissant, d'utiliser toutes les forces en mon pouvoir pour réhabiliter l'honneur de ma race lésée et négligée.

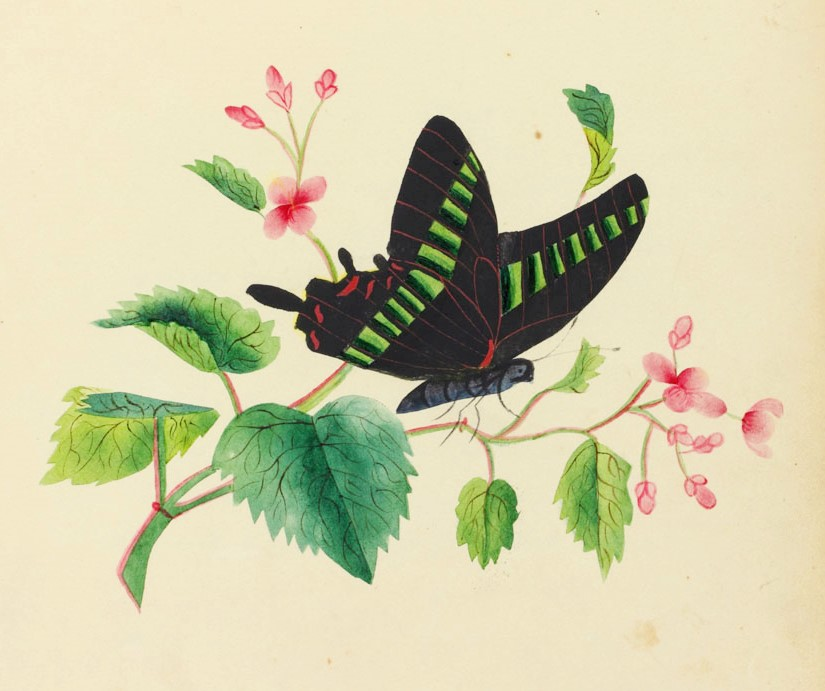
Une autre aquarelle de Douglass

Avec sa mère, elle fonde la Philadelphia Female Anti-Slavery Society (Société Féminine anti-esclavage de Philadelphie) en 1833. La Société, dès le début, est interraciale et comprend des membres d'origine afro-américaine comme Douglass ainsi que des femmes blanches, comme Lucretia Mott. Le but de la société est de parvenir à l'abolition totale de l'esclavage le plus rapidement possible, sans aucune compensation pour les propriétaires d'esclaves, ainsi que de procurer aux afro-américains les mêmes droits civils et religieux que ceux des Blancs aux États-Unis.
Le 14 décembre 1833, la société finalise sa constitution, qui déclare qu'il est de leur devoir « en tant que chrétiennes de manifester [leur] horreur de l'injustice flagrante et du péché extrême de l'esclavage par des efforts concertés et vigoureux ». L'adhésion à la société est ouverte à toute femme qui adhère à ces opinions et contribue à la société.
De 1853 à 1877, Douglass étudie l'anatomie, la santé et l'hygiène féminines et acquiert une formation médicale de base au Female Medical College of Pennsylvania, devenant ainsi la première étudiante afro-américaine. Ses études dans le domaine médical l'incitent à donner des conférences et des cours du soir pour les femmes afro-américaines sur les questions de physiologie et d'hygiène à l'institut Banneker.
En 1855, elle épouse William Douglass, un veuf avec neuf enfants. Après la mort de son mari en 1861, Douglass reprend ses activités anti-esclavagistes et enseigne à temps plein. Elle meurt en 1882  à Philadelphie.

## Dans la culture populaire
Sarah Mapps Douglass apparaît en tant que personnage principal dans la pièce If She Stood d'Ain Gordon en 2013, commandée par le Painted Bride Art Center de Philadelphie. 